# Градус 100
«Градус 100» — мини-альбом российской поп-рок группы «Градусы», выпущенный 3 июня 2016 года на лейбле «Первое музыкальное агентство». Альбом состоит из пяти треков.

## Предыстория
После распада группы, участники Роман Пашков и Руслан Тагиев решили заняться сольной деятельностью, так Роман Пашков под псевдонимом Pa-Shock выпустил сольный мини-альбом «Мне хорошо», а Руслан Тагиев начал выпускать синглы как Karabass. Участники отметили, что их сольные проекты выполнили свою задачу и в начале 2016 года объявили о том, что группа воссоединяется.

## Выпуск и продвижение
Мини-альбом вышел 3 июня 2016 года, на треки «Хочется», «Градус 100», «#ВалиГуляй» вышли экранизации в виде клипов.

## Отзывы

### Отзывы в специализированных музыкальных изданиях
Алексей Мажаев, рецензент издания InterMedia дал оценку альбому три звезды из пяти, он пишет, что после воссоединения группа выступает в своей узнаваемой манере, «в меру мелодично, в меру остроумно, вполне позитивно - при этом ни разу не прорывно». Критик сравнивает треки из альбома с «Режиссёр» и называет это повторением пройденного, также он считает что треки «Хочется» и «#ВалиГуляй» могут попасть в ротации, но и отмечает, что масштаба дебютного альбома «Голая» в нём нет.
Гуру Кен из музыкального издания NewsMuz, называет релиз макси-синглом и считает, что слушатели соскучились по группе, но и отмечает, что участники группы в своих сольных альбомах «выдавали ровно такой же звук».

## Название
Название «Градус 100» отсылает к первому наименованию группы, им «Градусы» показывают, что они начинают все сначала. 

## Список композиций
Адаптировано под Apple Music
| №  | Название        | Длительность |
| -- | --------------- | ------------ |
| 1. | «#ВалиГуляй»    | 3:48         |
| 2. | «Градус 100»    | 3:38         |
| 3. | «Хочется»       | 3:00         |
| 4. | «Я не был дома» | 3:59         |
| 5. | «Белые слоны»   | 3:31         |